# Alessia Bigi
Alessia Bigi (Roma, 17 de diciembre de 1987) es una deportista italiana que compitió en natación sincronizada. Ganó cuatro medallas en el Campeonato Europeo de Natación, en los años 2006 y 2008.

## Palmarés internacional
| Campeonato Europeo | Campeonato Europeo       | Campeonato Europeo | Campeonato Europeo |
| Año                | Lugar                    | Medalla            | Prueba             |
| ------------------ | ------------------------ | ------------------ | ------------------ |
| 2006               | Budapest (Hungría)       | Medalla de bronce  | Equipo             |
| 2006               | Budapest (Hungría)       | Medalla de bronce  | Combinación libre  |
| 2008               | Eindhoven (Países Bajos) | Medalla de plata   | Equipo             |
| 2008               | Eindhoven (Países Bajos) | Medalla de plata   | Combinación libre  |